# Parc Mariental
 (octobre 2024).
Le parc Mariental (ou Marienthal) est le deuxième plus grand parc de la ville de Pavlovsk dans le district de Pouchkine à Saint-Pétersbourg. Sa superficie est de 35 hectares.

## Histoire
Le parc a été aménagé dans les années 1790 selon les plans de l'architecte écossais Charles Cameron. A la même époque fut construit le palais Marienthal (allemand : littéralement Vallée de Marie), qui reçut son nom en l'honneur de Maria Feodorovna, l'épouse de l'empereur russe Paul Ier. En 1798, la forteresse « BIP » est construite à l'emplacement du palais.
Au centre du parc se trouve l'étang de Marienthal sur la rivière Slavyanka, créé en 1793-1795. La rivière Tyzva dans la partie ouest et un ruisseau sans nom dans la partie est traversent également le parc. Tous deux sont des affluents de la Slavyanka. Il y a trois étangs dans le parc.

## Protections

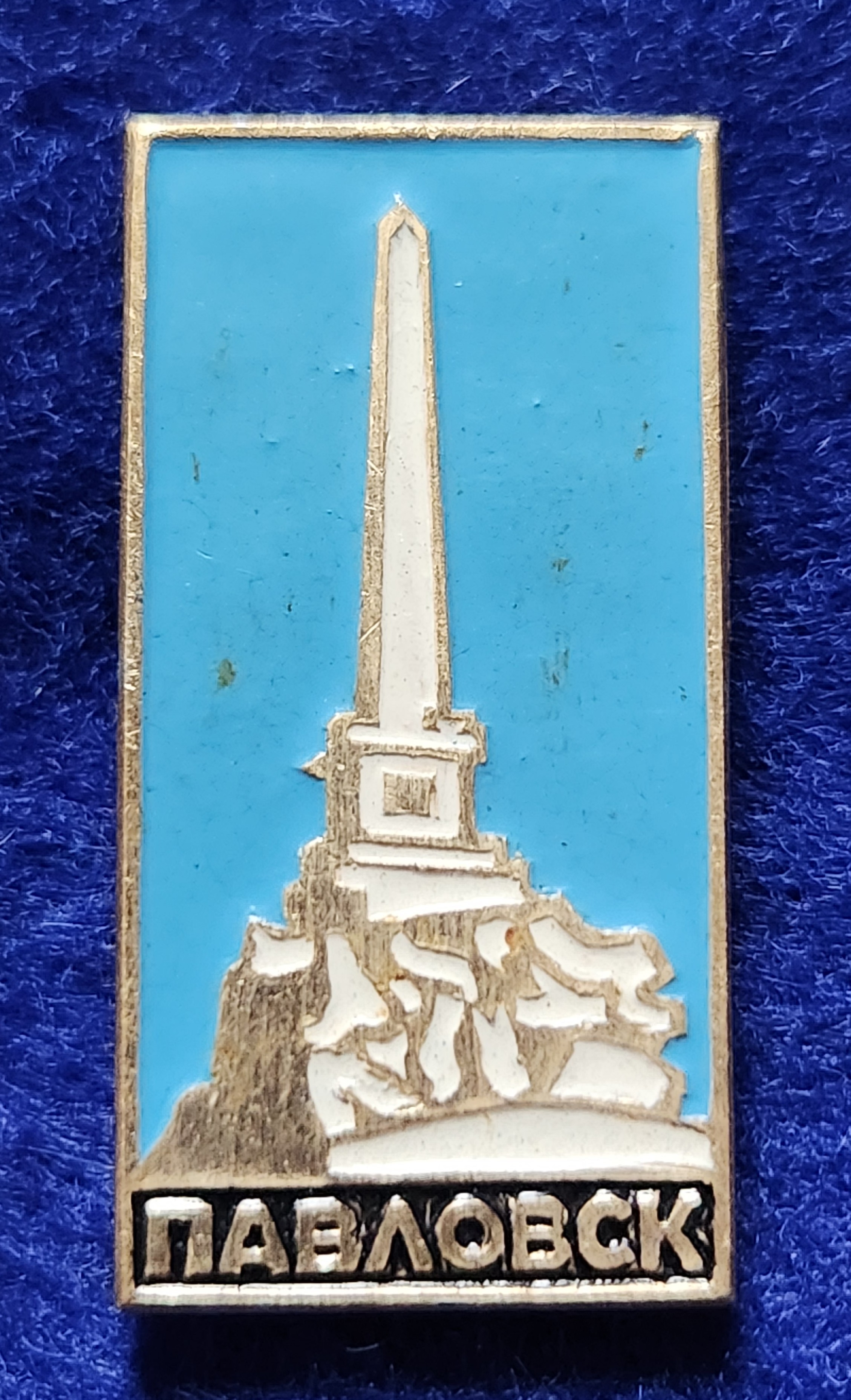
Icône de Pavlovsk Obélisque commémorant la fondation de 1790, architecte Charles Cameron

Le parc Marienthal est un site du patrimoine culturel d'importance fédérale. Il comprend également un obélisque en mémoire de la fondation de Pavlovsk (années 1790, architecte Charles Cameron). Le parc est également inscrit sur la liste des espaces verts publics.

## Source de traduction
- (ru) Cet article est partiellement ou en totalité issu de l’article de Wikipédia en russe intitulé « Мариенталь (парк) » (voir la liste des auteurs).